# Pete Townshend
 Ikke at forveksle med Peter Townsend.
Peter Dennis Blandford Townshend (født 19. maj 1945 i Østlondon) er en rock-guitarist og sangskriver, bedst kendt for sit arbejde med The Who.
Townshend blev født ind i en meget musikalsk familie (hans far var professionel saxofonist, og moderen sanger) og viste sig at være fascineret af musik fra en meget ung alder. Han havde hørt en del tidlig amerikansk rock'n'roll da han var lille og fik sin første guitar af sin bedstemor, da han var tolv.
I 1961 blev Townshend optaget på Ealing Art College, og The Confederates (hans første gruppe) blev grundlagt et år senere af Townshend og skolekammeraten John Entwistle. Denne gruppe spillede country-musik med Entwistle på horn og Townshend på banjo. Gruppen fandt sammen med The Detours med Roger Daltrey som forsanger (og dengang guitarist), som hurtigt efter nogle udskiftninger, hvor Keith Moon kom til, skiftede navn til The Who, hvis vilde rock-musikstil blev markedsført som "Maximum R&B".
Med Pete Townshend som komponist, single-guitarist og kreativ leder udviklede The Who sig til en af de mest kendte og betydende rockgrupper i 60'erne og 70'erne. Townshends tidlige singler for The Who (blandt andet "I Can't Explain", "Substitute" og "My Generation") sammenførte ironiske og intelligente tekster med larmende, simpel, nogle gange endda grov musik, en kombination der skulle blive gruppens varemærke. Med de senere album Tommy, Who's next og Quadrophenia blev Townshends tekster mere filosofiske og musikken mere nuanceret, men med uformindsket kraft, hvilket især kom til udtryk på scenen.
Efter at The Who stoppede med at spille regelmæssigt, har Pete Townshend udgivet talrige soloalbums, hvoraf konceptalbummet White City: A Novel fra 1985 nok er det mest kendte, med Pete Townshends barndoms-bydel i London som omdrejningspunkt for teksterne.
Pete Townshend er stadig (i 2011) aktiv som musiker, selvom årene med The Who har givet ham en kraftig høreskade. Et gennemgående træk i hans senere optrædener er velgørenhed i mange forskellige aspekter.
Townshend har nævnt Hank Marvin fra Cliff Richard and The Shadows som sit største idol. Desuden er han filosofisk og religiøst inspireret af den indiske guru Meher Baba, hvilket har givet en ikke ubetydelig undertone i The Who's tekster .

## Diskografi
Soloalbums
- Who Came First (1972)
- Rough Mix (1977) (with Ronnie Lane)
- Empty Glass (1980)
- All the Best Cowboys Have Chinese Eyes (1982)
- White City: A Novel (1985)
- The Iron Man: The Musical by Pete Townshend (1989)
- Psychoderelict (1993)